# Det Classenske Fideicommis
Det Classenske Fideicommis är en välgörenhetsorganisation i Danmark, inrättad av generalmajor Johan Frederik Classen (1725–1792). Genom sitt testamente, upprättat 1789 och med komplement av ett kodicil från dagen före hans död, skänkte Classen nästan hela sin förmögenhet - med undantag bland annat av Frederiksværk - till en fond. Denna fond skulle användas "till att utbilda nyttiga människor till statens bästa, till att understödja och främja vetenskaplighet och arbetsamhet i de nödvändigaste delarna för landets väl samt att hjälpa och lindra nöd och armod".
Bouppteckningen efter Classen tog knappt fyra år och omfattade tillgångar på en miljon rigsdaler.
Fideikommisset äger herrgården Corselitze på Falster samt Fuglsang och Priorskov på Lolland. Det driver också en lantbruksskola, Næsgaard på Falster. Fideikommisset förvaltas av en direktion, som kompletterar sig själv och som sedan 1889 stått under protektorat av den danska kungafamiljen. 1866–1880 lät man på Frederiksberg uppföra en samling arbetarbostäder ("de classenske boliger"), som för billigt pris uthyrdes till 350 familjer. 1917 såldes egendomarna Carlsfeldt, Vestergård och Kongsnæs på Falster. 1947 överförde Bodil de Neergaard (död 1959) de av henne ägda godsen Fuglsang och Priorskov på Lolland till fideikommisset, mot att hon fick en viss ersättning under resten av sin livstid. Sedan 1970 finns fideikommissets administration på Corselitze.